# Pempheris japonica
Pempheris japonica är en fiskart som beskrevs av Döderlein, 1883. Pempheris japonica ingår i släktet Pempheris och familjen Pempheridae. Inga underarter finns listade i Catalogue of Life.